# Josefina Sauleda i Paulís
Josefina Sauleda i Paulís (Sant Pol de Mar, Maresme, 30 de juliol de 1885 - Barcelona, 31 d'agost de 1936) fou una religiosa catalana, monja del Segon Orde de Sant Domènec. És venerada com a beata per l'Església Catòlica.
Desena dels dotze fills d'un empresari tèxtil, fou batejada amb el nom de Bonaventura Sauleda. Es va educar al col·legi de les Dominiques de l'Anunciata de Sant Pol. De gran devoció religiosa, va ésser catequista, sobretot entre nens pobres i va voler ingressar en les Filles de la Caritat. El 19 de gener de 1905, però, va entrar al monestir de Montsió de Barcelona, de les monges dominiques (avui traslladat a Esplugues de Llobregat, on havia entrat abans la seva germana Mercè. Hi prengué el nom de Josefina i fou infermera, cantora, procuradora, priora i, el 1935, mestra de novícies.
El 19 de juliol de 1936, arran de l'anticlericalisme desfermat pel començament de la Guerra Civil espanyola, la comunitat de monges va abandonar el monestir i es refugià en diversos indrets; el 21 de juliol el monestir fou assaltat i cremat. Josefina va quedar-se amb un grup de monges per tenir-ne cura fins que estiguessin refugiades, i el 31 d'agost fou detinguda i sotmesa a un interrogatori perquè digués on eren les altres monges i el capellà. A la tarda fou portada a un lloc aïllat i afusellada. El seu cos fou trobat l'endemà a l'hipòdrom de Can Tunis, a Barcelona.
El 1963 es tancà el procés informatiu, obert el 1958, per a incoar-ne la beatificació, i la positio fou aprovada el 2004. Fou beatificada el 28 d'octubre de 2007 per Benet XVI. Fou la primera monja dominica beata i màrtir.